# 18117 Jonhodge
18117 Jonhodge este un asteroid din centura principală de asteroizi.

## Descriere
18117 Jonhodge este un asteroid din centura principală de asteroizi. A fost descoperit pe 5 iulie 2000 la Stația Anderson Mesa în cadrul programului LONEOS. El prezintă o orbită caracterizată de o semiaxă mare de 2,35 ua, o excentricitate de 0,09 și o înclinație de 1,1° în raport cu ecliptica.